# Anderson megye (Dél-Karolina)
Anderson megye az Amerikai Egyesült Államokban, azon belül Dél-Karolina államban található. Megyeszékhelye és legnagyobb városa Anderson. Lakosainak száma 203 718 fő (2020. április 1.). Anderson megye Pickens, Greenville, Laurens, Abbeville, Elbert, Hart és Oconee megyékkel határos.

## Népesség
A megye népességének változása:
| Lakosok száma | 187 324 | 188 532 | 189 357 | 190 641 | 194 692 | 203 718 |
|               | 2010    | 2011    | 2012    | 2013    | 2015    | 2020    |